# Girolamo Muziano

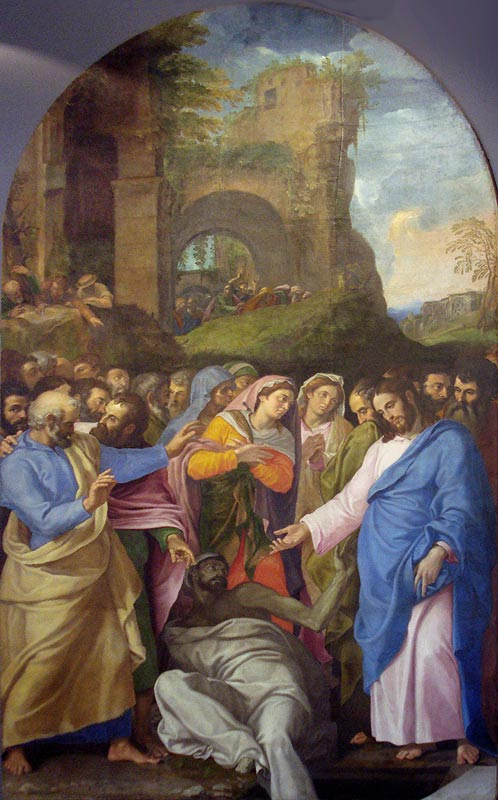
Kristus uppväcker Lasaros (1556). Museo dell'Opera del Duomo i Orvieto.

Girolamo Muziano, född 1532 i Brescia, död 27 april 1592 i Rom, var en italiensk renässansmålare.
Muziano fick sin utbildning under inflytande av Girolamo Romani och de venetianska mästarna och kom omkring 1548 till Rom, där han upptog Michelangelos storslagna stil i figurmålningen och där han utförde bilder i flera kyrkor samt ledde utsmycklingen av åtskilliga rum i Vatikanen. I venetiansk anda målade han landskap (vanligen bakgrund till heliga scener) och blev kallad  Il Giovane dei paesi. De på sin tid mycket berömda freskerna av Muziano i Palazzo del Quirinale och Villa d'Este i Tivoli är numera förstörda.